# European Champions Cup 2007 (hockey in-line)
L'European Champions Cup 2007 è stata la 5ª edizione della massima competizione europea per squadre di club di hockey in-line. È stata disputata dal 30 novembre al 2 dicembre 2007 a Valladolid in Spagna.
L'Asiago Vipers si è aggiudicato il trofeo per la seconda volta nella sua storia sconfiggendo in finale il CPL Valladolid.

## Squadre partecipanti
- Artzak d'Anglet
- Diables Rethelois
- Les Écureuils d'Amiens
- Assenheim
- Asiago Vipers
- Edera Trieste
- CPL Valladolid
- Espanya Maiorca

## Partite

### Fase a gironi

#### Girone A
| Squadra           | Pt | G | V | N | P | GF | GS | DG  |
| ----------------- | -- | - | - | - | - | -- | -- | --- |
| Diables Rethelois | 5  | 3 | 2 | 1 | 0 | 12 | 7  | +5  |
| CPL Valladolid    | 5  | 3 | 2 | 1 | 0 | 14 | 8  | +6  |
| Artzak d'Anglet   | 2  | 3 | 1 | 0 | 2 | 8  | 8  | 0   |
| Espanya Maiorca   | 0  | 3 | 0 | 0 | 3 | 4  | 15 | -11 |

| Valladolid 30 novembre 2007, ore 11:00 UTC+1 | Diables Rethelois | 4 – 4 | CPL Valladolid |  |

| Valladolid 30 novembre 2007, ore 11:30 UTC+1 | Artzak d'Anglet | 5 – 0 | Espanya Maiorca |  |

| Valladolid 30 novembre 2007, ore 16:30 UTC+1 | Artzak d'Anglet | 2 – 3 | Diables Rethelois |  |

| Valladolid 30 novembre 2007, ore 11:00 UTC+1 | Espanya Maiorca | 3 – 5 | CPL Valladolid |  |

| Valladolid 1º dicembre 2007, ore 10:00 UTC+1 | Diables Rethelois | 5 – 1 | Espanya Maiorca |  |

| Valladolid 1º dicembre 2007, ore 11:30 UTC+1 | CPL Valladolid | 5 – 1 | Artzak d'Anglet |  |

#### Girone B
| Squadra                | Pt | G | V | N | P | GF | GS | DG  |
| ---------------------- | -- | - | - | - | - | -- | -- | --- |
| Edera Trieste          | 6  | 3 | 3 | 0 | 0 | 19 | 6  | +13 |
| Asiago Vipers          | 4  | 3 | 2 | 0 | 1 | 16 | 8  | +8  |
| Les Écureuils d'Amiens | 2  | 3 | 1 | 0 | 2 | 3  | 18 | -15 |
| Assenheim              | 0  | 3 | 0 | 0 | 3 | 6  | 12 | -6  |

| Valladolid 30 novembre 2007, ore 13:00 UTC+1 | Les Écureuils d'Amiens | 2 – 1 | Assenheim |  |

| Valladolid 30 novembre 2007, ore 14:30 UTC+1 | Edera Trieste | 6 – 2 | Asiago Vipers |  |

| Valladolid 30 novembre 2007, ore 20:00 UTC+1 | Edera Trieste | 6 – 3 | Assenheim |  |

| Valladolid 30 novembre 2007, ore 21:30 UTC+1 | Asiago Vipers | 10 – 0 | Les Écureuils d'Amiens |  |

| Valladolid 1º dicembre 2007, ore 13:00 UTC+1 | Assenheim | 2 – 4 | Asiago Vipers |  |

| Valladolid 1º dicembre 2007, ore 14:30 UTC+1 | Les Écureuils d'Amiens | 1 – 7 | Edera Trieste |  |

### Semifinali
| Valladolid 2 dicembre 2007 | Diables Rethelois | 2 – 6 | Asiago Vipers |  |

| Valladolid 2 dicembre 2007 | Edera Trieste | 1 – 5 | CPL Valladolid |  |

### Finale 3º posto
| Valladolid 2 dicembre 2007 | Diables Rethelois | 5 – 3 | Edera Trieste |  |

### Finale 1º posto
| Valladolid 2 dicembre 2007 | Asiago Vipers | 6 – 3 | CPL Valladolid |  |